# Humberto Mariles
Humberto Mariles Cortés (13. června 1913 Hidalgo del Parral – 7. prosince 1972 Paříž) byl mexický reprezentant v jezdectví a podplukovník mexické armády. Na Letních olympijských hrách 1948 se stal prvním mexickým olympijským vítězem v historii, když na koni Arete vyhrál v parkurovém skákání soutěž jednotlivců i družstev. Vítězství dosáhl přesto, že jeho kůň byl na levé oko slepý, a zůstává stále jediným dvojnásobným olympijským vítězem z Mexika. Také získal s mexickým družstvem bronzovou medaili v soutěži všestranné způsobilosti, do níž nastoupil na koni Parral. Byl rovněž členem vítězného domácího skokanského družstva na Panamerických hrách v roce 1955.
V roce 1964 se zapletl do incidentu s řidičem, který najížděl na jeho automobil, a při hádce svého soka zastřelil. Byl odsouzen k dvaceti pěti letům vězení, avšak po pěti letech mu prezident Gustavo Díaz Ordaz udělil milost. Mariles pak odešel do Paříže, kde byl v roce 1972 zatčen a obviněn z pašování drog. Zemřel ve vězení ještě dříve, než došlo k soudnímu řízení.